# Heinz-Ehler Beucke
Heinz-Ehler Beucke (12 de Janeiro de 1904 - ) foi um comandante de U-Boot que serviu na Kriegsmarine durante a Segunda Guerra Mundial.